# 가와모토 미쓰히로
가와모토 미쓰히로(일본어: 河本 充弘, 1971년 6월 12일 ~ )는 일본의 전 축구 선수이다.

## 구단 경력
1990년 일본 사커 리그의 요미우리(베르디 가와사키)에 입단했다. 1993년과 1994년 2번의 J1리그 우승을 차지했다. 1995년부터 1996년까지 재팬 풋볼 리그의 브럼멜 센다이와 도스 퓨처스에서 뛰었다. 1996년후 현역 은퇴.